# 조 겔하트
조셉 폴 겔하트 (Joseph Paul Gelhardt, 2002년 5월 4일 ~ )는 잉글랜드의 축구 선수이며, 헐 시티에서 공격수로 뛰고 있다.

## 클럽 경력

### 위건 애슬레틱
리버풀에서 태어난 겔하트는 체스터필드 고등학교를 다녔던 머지사이드의 네더톤에서 자랐다. 그는 2013년 10세에 위건 애슬레틱에 합류하여 2017년 장학금을 받기 전에 청소년 팀을 거치며 발전했다. 그는 2018년 8월 14일 위건 애슬레틱에서 프로 데뷔를 했으며 1라운드에서 로더럼 유나이티드와의 교체 선수로 등장했다.
2018년 8월 24일, 그는 클럽과 첫 프로 계약을 체결했다. 그는 2019년 4월 27일 버밍엄 시티와의 경기에서 하프타임 교체 선수로 등장하며 리그 데뷔전을 치렀다. 2019년 9월 14일, 그는 헐 시티와의 2-2 무승부에서 클럽의 첫 시니어 골을 기록했다.
겔하트는 모든 대회에서 19번 출전했으며 2019-20 시즌 동안 EFL 챔피언십에 18번 출전했다. 위건은 12점 페널티로 강등권으로 떨어진 후 챔피언십에서 강등되었다.

### 리즈 유나이티드
2020년 8월 10일 겔하르트는 프리미어 리그 클럽 리즈 유나이티드와 4년 계약을 체결했다. 그는 2021년 9월 21일 EFL 챔피언십 사이드 풀럼과의 EFL 컵 3라운드 경기에서 마테우스 클리히의 후반 교체 선수로 리즈 유나이티드의 시니어 데뷔전을 치렀다. 경기는 리즈가 승부차기에서 6-5로 이기고 겔하트가 리즈의 8개 페널티 중 7번째를 득점하면서 0-0으로 끝났다. 겔하트는 10월 16일 사우샘프턴에게 1-0으로 패한 경기에서 후반 교체 선수로 리즈에서 프리미어 리그 데뷔전을 치렀다. 2021년 12월 11일, 겔하르트는 라이벌 첼시와의 원정 리그 2-3 패배에서 리즈의 첫 골을 넣었다. 그리고 그는 2022년 3월 13일에 두 번째 골을 넣었다. 엘랜드로드에서 노리치 시티를 상대로 한 극적인 추가 시간 2-1 승리였다.
2022-23 시즌에 겔하트는 10월 말까지 10번의 출전에 대부분 시니스테라와 로드리고를 위한 늦은 교체로 제한되어 게임의 방향에 대해 자신에게 깊은 인상을 줄 시간이 거의 없었다. 2023년 1월 27일, 겔하르트는 2022-23 시즌이 끝날 때까지 팀 선더랜드를 임대로 밀어붙이는 챔피언십 플레이오프에 합류했다. 그는 2023년 2월 21일 로더럼 유나이티드에 2-1로 패하며 선더랜드에서 첫 골을 넣었다.